# Antonella Lerca Duda
Pour les articles homonymes, voir Duda.
Antonella Lerca Duda, née à Iași en 1990 ou 1991, est une militante roumaine antiraciste rom, féministe, travailleuse du sexe et trans. Elle est la fondatrice de l'organisation de travailleuses et travailleurs du sexe Sex Work Call,, première dans le pays. En 2020, elle devient la première candidate trans roumaine à une élection, à l'occasion des élections locales, auxquelles elle ne parvient finalement pas à se présenter.

## Biographie
Antonella Lerca Duda grandit dans une famille rom nombreuse, avec sept frères et sœurs. À l'âge de quatorze ans, elle doit épouser de force une femme, mais ensemble elles ne consomment pas le mariage,. Ses parents la font interner à l'hôpital psychiatrique Socola. Un étudiant en médecine étranger lui diagnostique une dysphorie de genre. Elle débute alors son hormonothérapie, mais, harcelée, elle quitte la Roumanie avec son compagnon pour l'Italie en 2007, alors âgée de dix-sept ans.
Ensemble, Antonella Lerca Durca et son compagnon travaillent dans les vignes, jusqu'à qu'il rompt pour une autre femme. Elle s'installe à Venise, où, personne ne souhaitant l'employer, elle est contrainte de se prostituer. Elle envoie de l'argent à sa famille et, à partir de 2012, retourne dans son pays natal une fois par an.
Elle reste au total onze ans en Italie avant de retourner en Roumanie en 2018, avec l'ambition d'y défendre ses droits, un combat débuté en Italie.

## Militantisme

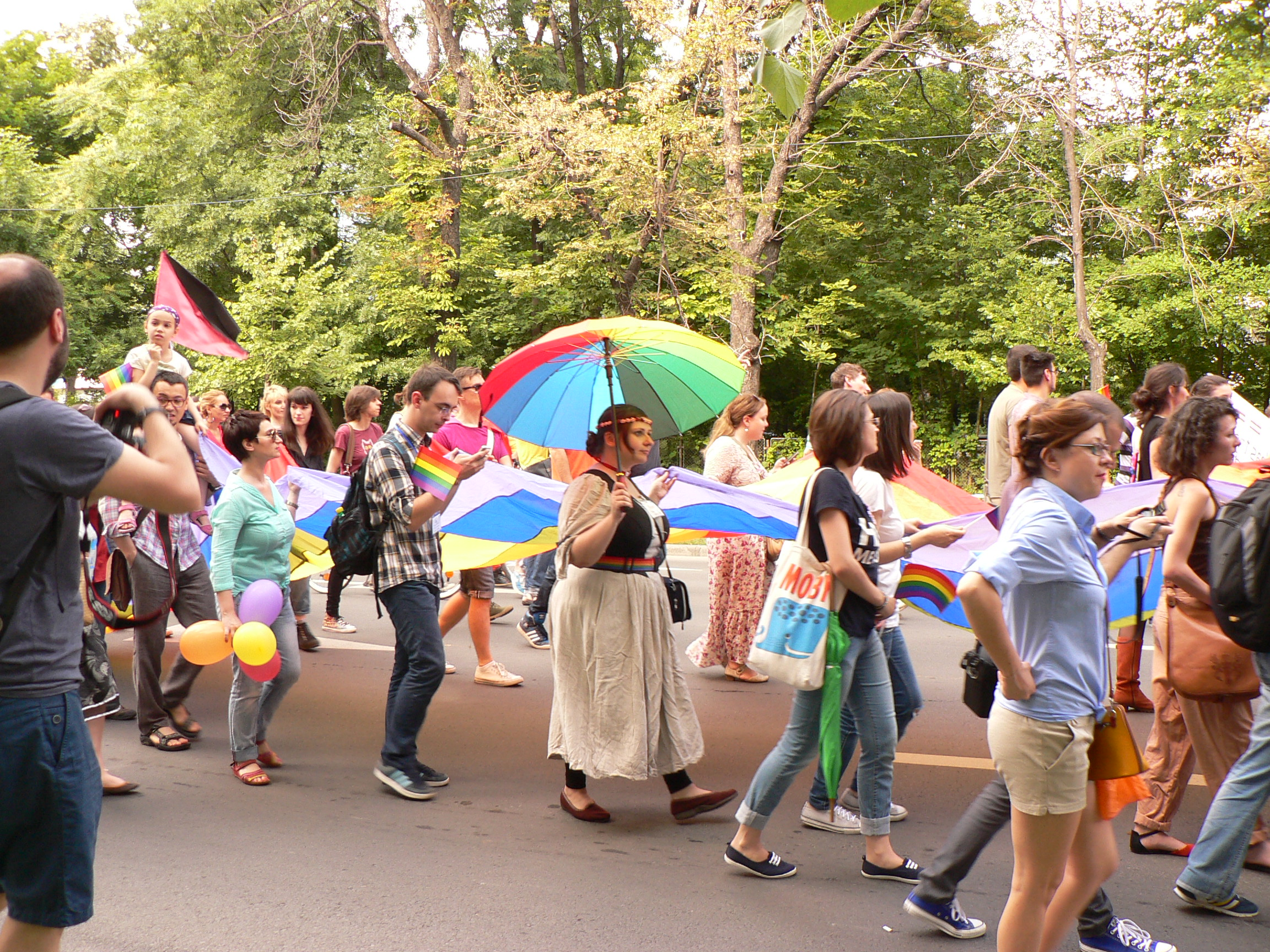
Marche des fiertés à Bucarest en 2014.

Revenue en Roumanie en 2018, Antonella Lerca Duda s'investit dans le combat pour les droits des travailleuses et travailleurs du sexe (TDS). Intersectionnelle, elle milite pour une union entre TDS, antiracistes et trans au sein de la communauté LGBTI+ où ils sont peu représentés, et aussi avec les féministes,.

### Droits des TDS avecSex Work Call
Antonella Lerca Duda fonde dès 2019 Sex Work Call, la première association de TDS du pays, qu'elle préside. Elle est rattachée à l'échelle européenne à l'International Committee on the Rights of Sex Workers in Europe. Lerca organise la première manifestation pour leurs droits de l'histoire roumaine en juin de la même année, devant le Parlement. Peu après, roms et TDS sont représentés pour la première fois à une marche des fiertés.
La même année, elle s'engage au sein de la compagnie de théâtre rom et féministe Giuvlipen. Elle joue dans la pièce Sexodrom, où plusieurs femmes roms racontent leurs vécus. Elle est aussi membre du bureau de l'organisation LGBTI+ MozaiQ (ro).

### Candidature aux élections locales
En 2020, Antonella Lerca Duda se présente à la candidature aux élections locales dans le secteur 2 de Bucarest. Première candidature trans en Roumanie, elle bénéficie d'une couverture médiatique internationale et est la victime de plusieurs attaques transphobes et racistes. Une levée de fonds est organisée pour l'aider.
Son programme, défini par Komitid comme « ultra-progressiste pour la Roumanie », promet des avancées sur le droit au logement, la protection sociale, les services publics, l'écologie, la lutte contre la corruption, contre les discriminations et contre les violences faites aux femmes. Sur ce point, elle cite notamment le harcèlement public, les violences sexuelles et souhaite la construction de refuges pour les mères avec enfants.
Antonella Lerca Duda ne parvient cependant pas à réunir les 1 700 signatures nécessaires,, qui correspondent à 0,5 % des inscrits.